# Roy Oliver Disney
Pour les articles homonymes, voir Disney.
Roy Oliver Disney est un homme d'affaires et producteur américain, né le 24 juin 1893 à Chicago et mort le 20 décembre 1971 à Burbank.
Frère aîné de Walt Disney et l'un de ses plus importants soutiens, il s'occupait des finances de l'entreprise, faisant en sorte qu'assez d'argent soit disponible pour les différents projets tout en restant dans l'ombre.

## Biographie

### Jeunesse
Troisième fils d'Elias Disney et de Flora Call, Roy naît en 1893 à Chicago, ville que son père quittera en raison de la criminalité. En 1906, la famille Disney s'installe dans une ferme de Marceline dans le Missouri, puis, en 1910, elle rejoint les deux frères aînés, Raymond et Herbert, à Kansas City.
En 1917, Alors qu'Elias, le père, décide de repartir à Chicago, Roy et Walt préfèrent rester dans le Kansas. La même année, Roy est appelé sous les drapeaux et part dans la marine américaine où il demeure jusqu'à sa démobilisation en 1919. Revenu à Kansas City, il travaille notamment dans une banque, puis, au début des années 1920, part rejoindre son oncle Robert en Californie afin de récupérer d'une tuberculose.

### Collaboration avec Walt
En juillet 1923, Roy aide son frère Walt à s'installer à Hollywood puis à fonder en partenariat les Disney Brothers Studios en octobre de la même année. Habitant dans le même appartement pendant plusieurs années, une tension s'installe entre eux, avant que ce problème soit réglé par le mariage de Roy avec Edna Francis en avril 1925. Le couple s'installe ensemble dans une maison, laissant à Walt le loisir de se loger où bon lui semble. Cela crée un déclic chez Walt qui se marie bientôt lui aussi à Lillian Bounds.
Roy demeure longtemps dans l'ombre de son frère, se démenant avec les financiers tandis que Walt s'occupe de la partie créative. Pour les besoins du studio les deux frères habitent côte à côte sur Lyric Avenue. En 1930, alors qu'elle travaille à l'encrage des Mickey Mouse, Edna est enceinte et donne naissance à Roy Edward Disney. Avec le succès des Mickey, Walt parvient à s'acheter une maison sur Working Way tandis que Roy s'installe dans la vallée de San Fernando.
En 1953, il pèse fortement sur la décision de créer la société Buena Vista Distribution afin que la société Disney puisse distribuer elle-même ses productions. L'idée que le studio devienne son propre distributeur n'est pas la première de ce type pour Roy qui avait déjà poussé son frère à accorder des licences pour des produits dérivés au début des années 1930, initiant la création de Disney Consumer Products.
Il est président de Walt Disney Productions de 1945 à 1968 et président-directeur général de 1966 à 1971. Il est aussi le responsable de la gestion des licences Disney d'abord confiée à Kay Kamen, puis au sein de la société Disney.

### Dernières années
Atteint d'un cancer, Walt Disney disparaît en décembre 1966, trop tôt pour assister à l'ouverture du Magic Kingdom. En mémoire de Walt, Roy poursuit l'œuvre de son frère disparu en rendant réel le projet de Walt Disney World Resort, notamment en supervisant les derniers préparatifs. Juste avant l'ouverture du domaine, Roy décide que le nom complet du domaine sera Walt Disney World en déclarant :
« It's going to be Walt Disney World, so people will always know that this was Walt's dream. »
En 1998, Dave Smith évoque que le coût du projet de Walt Disney World était de 400 millions de $, mais grâce aux qualités de Roy Oliver Disney, la société ne présente aucune dette importante.
Roy meurt le 20 décembre 1971, le jour même où il devait inaugurer la Disneyland Christmas Parade.

### Famille
Marié à Edna Francis (1890-1984), Roy Olivier est le père de Roy Edward Disney, né le 10 janvier 1930 et qui siègera au comité de direction de la Walt Disney Company de 1967 à 2004.

## Hommages
- Roy O. Disney a été distingué par une étoile sur le Hollywood Walk of Fame à titre posthume, le 24 juillet 1998[5], devant le El Capitan Theatre.
- Une statue de Roy Oliver Disney, assis sur un banc public à côté de Minnie Mouse, se situe dans Town Square au Magic Kingdom de Walt Disney World Resort. Elle s'appelle Sharing the Magic et rend hommage à Roy Oliver comme celle intitulée « Partners » (Partenaires) de Walt et Mickey Mouse. Cette statue du créateur Blaine Gibson a été mise en place en décembre 1999.